# 眞下貴之
眞下 貴之（まっか たかゆき、1991年4月19日 - ）は、日本の元プロ野球選手・社会人野球選手（投手）。なお、報道などでは苗字を真下と表記する場合もある。

## 来歴・人物

### プロ入り前
実父が社会人野球・新日本製鐵室蘭の選手だったことから、同社の製鉄所がある北海道室蘭市で生まれた。その後、1歳の時に父親が新日本製鐵君津製鐵所へ転勤となり、これに伴って家族で千葉県君津市へ転居した。
小学5年生の時に「子安クラブ」で野球をスタート。中学生時代には「君津リトルシニア」へ所属、2年生の時から投手へ専念した。 
東海大望洋高校への進学後は、1年生の秋から公式戦へのベンチ登録を果たすと、控え投手としてチームの千葉県大会ベスト8進出に貢献した。2年生の夏には、チームが東千葉大会で準優勝を果たすも、眞下自身には登板機会がなかった。2年生の秋からエースに定着すると、3年生の春季千葉県大会・千葉国際高校戦で、20奪三振1安打完封と好投。同大会では、全6試合の登板で、投球回数46回・4完投（3完封）、1失点、防御率0.20を記録。その後の関東大会ではチームのベスト8進出に貢献。夏の千葉県大会では4回戦でその年の優勝校・八千代東高校相手に19奪三振を記録するも、9回に土壇場で追いつかれ、延長12回の末に敗退。自身も春季県大会と関東大会で合計60イニング以上を投げた影響で、左肩痛と腰痛に悩まされていた。
2009年10月29日のプロ野球ドラフト会議で、横浜ベイスターズから4巡目で指名。契約金4000万円・年俸500万円（金額は推定）で契約した。

### プロ入り後
2010年9月26日、対読売ジャイアンツ戦で初登板、初先発。7回途中を4安打2失点に抑える。勝敗は付かないものの、小笠原道大からは2三振を奪うなどチームの期待に応えるデビューとなった。
2011年には、前年終盤の一軍公式戦での好投などから、球団史上22年ぶりとなる10代投手としての開幕ローテーション入りが期待された。実際には、20歳の誕生日3日前の4月16日にこの年初めての出場選手登録を果たしたが、一軍での先発を予定していた4月22日に急性の虫垂炎を発症して3日間の入院を余儀なくされた。結局、一軍公式戦への初登板は5月4日の対広島東洋カープ戦まで持ち越されたものの、その試合に救援で3イニングを無失点と好投。さらに、この年初先発になった5月10日の対巨人戦で5回を1点に抑えたことで、一軍公式戦初勝利を記録した。しかし、次の先発登板（同月15日の対東京ヤクルトスワローズ戦）で2回KOの憂き目に遭ったことから、当時の一軍監督・尾花高夫がフォームの改良を指示。この登板を境に、フォームの改造をめぐって二軍で試行錯誤を繰り返すようになった。
尾花が監督を退任した2012年以降は、フォーム改造の影響で二軍生活に終始。しかし、2013年のシーズン終了後には、台湾で開催のアジア・ウィンター・リーグへ参加した。
2014年、尚成（高橋尚成）の入団に伴い、背番号を47から64に変更した。10月3日に球団から戦力外通告を受けた。12月2日、自由契約公示された。
トライアウトを受験するもNPB球団からのオファーはなく、その後社会人野球チーム・新日鐵住金かずさマジックに練習生として参加し、合格した（所属は新昭和）。同チームでは2年間プレーしたが、ケガが相次いで活躍できず、2016年限りで自らの意思で現役を引退した。現在は同社で社業に就いている。

## プレースタイル
188センチの長身から投げ下ろす最速140km/h台中盤のストレートと、縦に大きく落ちるカーブを武器にしている。
2011年に一軍での初勝利を挙げた直後までは、左肘が伸びたままバッティングマシンのように左腕を振って投げるフォーム（アーム式投法）が特徴。当時の首脳陣も、一軍で好投を続ける限り、アーム式投法を修正しない方針であった。その直後に二軍へ降格してからは、球速と球威を上げるべく、左肘を前に出して投げられるようなフォームへの改造に取り組んでいた。

## 詳細情報

### 年度別投手成績
| 年 度     | 球 団     | 登 板 | 先 発 | 完 投 | 完 封 | 無 四 球 | 勝 利 | 敗 戦 | セ 丨 ブ | ホ 丨 ル ド | 勝 率 | 打 者 | 投 球 回 | 被 安 打 | 被 本 塁 打 | 与 四 球 | 敬 遠 | 与 死 球 | 奪 三 振 | 暴 投 | ボ 丨 ク | 失 点 | 自 責 点 | 防 御 率 | W H I P |
| --------- | --------- | ----- | ----- | ----- | ----- | -------- | ----- | ----- | -------- | ----------- | ----- | ----- | -------- | -------- | ----------- | -------- | ----- | -------- | -------- | ----- | -------- | ----- | -------- | -------- | ------- |
| 2010      | 横浜      | 2     | 2     | 0     | 0     | 0        | 0     | 1     | 0        | 0           | .000  | 42    | 9.0      | 9        | 3           | 6        | 0     | 1        | 5        | 1     | 0        | 5     | 5        | 5.00     | 1.67    |
| 2011      | 横浜      | 5     | 3     | 0     | 0     | 0        | 1     | 0     | 0        | 0           | 1.000 | 72    | 15.2     | 16       | 2           | 13       | 0     | 0        | 9        | 0     | 0        | 8     | 6        | 3.45     | 1.85    |
| 通算：2年 | 通算：2年 | 7     | 5     | 0     | 0     | 0        | 1     | 1     | 0        | 0           | .500  | 114   | 24.2     | 25       | 5           | 19       | 0     | 1        | 14       | 1     | 0        | 13    | 11       | 4.01     | 1.78    |

### 記録
- 初登板・初先発：2010年9月26日、対読売ジャイアンツ22回戦（横浜スタジアム）、6回2失点[15]
- 初奪三振：同上、1回表に小笠原道大から見逃し三振[15]
- 初勝利・初先発勝利：2011年5月10日、対読売ジャイアンツ4回戦（上毛新聞敷島球場）、5回1失点[16]

### 背番号
- 47 （2010年 - 2013年）
- 64 （2014年）